# Quatsch und die Nasenbärbande
Quatsch und die Nasenbärbande ist ein deutscher Kinderfilm aus dem Jahr 2014. Der Film kombiniert Elemente aus Komödie, Slapstick und Musical. Regie führte Veit Helmer, der Kinostart war am 6. November 2014.

## Handlung
Der kleine Ort Bollersdorf ist ein ganz gewöhnlicher Ort in der Mitte Deutschlands, in dem die Generationen der Kinder, Eltern und Großeltern zusammen leben. Eines Tages erklärt die Gesellschaft für Konsumgüterforschung (GKF) den Ort als den normalsten und durchschnittlichsten Ort Europas, dessen Mittelpunkt es außerdem darstellt. Daraufhin wird Bollersdorf zum Testort für neue Produkte erklärt. In den Geschäften des Ortes werden neue Produkte angeboten, um die Reaktion der Bürger auf eben diese zu testen. Die Erwachsenen des Ortes werden im Zuge dessen angewiesen, sich unbedingt normal, also durchschnittlich zu verhalten. So kommen in Bollersdorf Produkte wie grüne Cornflakes, blaue Nuss-Nougat-Creme, Kaffee mit Chilli-Geschmack und verschiedenste neue Haushaltsgeräte in die Geschäfte, auch die Fernsehwerbung wird extra für diesen Ort angepasst. Die GKF errichtet eine Zentrale im Ort.
Während die Eltern samt Stadtrat die ganze Aktion begrüßen und alles dafür tun, im Durchschnitt zu bleiben, beginnen die Großeltern und die Kinder des Ortes, allen voran die Vierjährigen Rieke, Max, Lene, Paul, Suse und Ben samt ihrem Nasenbären Quatsch, dagegen zu protestieren. Als Folge davon werden die Großeltern in ein Altersheim verfrachtet, wo sie ruhiggestellt werden sollen. Den Kindern wird daraufhin langweilig, und sie wollen ihre Großeltern, die allesamt Erfinder oder Entdecker waren, zurück im Ort haben. Mit Hilfe von Quatsch stehlen sie aus der Bibliothek das Buch der Rekorde und beschließen, selbst einen Rekord aufzustellen, um damit Bollersdorf aus der Durchschnittlichkeit zu heben. Die ersten Rekordversuche, nämlich die längste Bratwurst, der schwerste Fisch sowie das schnellste Pferd der Welt scheitern, da die Kinder schummeln und beim Rekordkomittee angeschwärzt werden. Daraufhin denken die Kinder über Erfindungen nach, die Bollersdorf aus dem Durchschnitt bringen könnten, etwa eine Brötchenverteilmaschine, eine Milchdirektleitung, ein Feuerwehrauto mit Segeln oder den Umbau des Müllautos zu einer Fahrradproduktion.
Im Altersheim ihrer Großeltern entdecken die Kinder, dass diese mit Schlaftabletten ruhig gestellt werden. Sie besorgen sich eine große Menge der Medikamente und kippen sie in das örtliche Wasserreservoir, daraufhin fallen alle Erwachsenen Bollersdorfs in einen tiefen Schlaf. Diese Zeit wollen die Kinder nutzen, um ihre Erfindungen zu bauen, allerdings geht dabei alles schief. Nacheinander kapern sie das Müllfahrzeug, den Traktor, die Eisenbahn, den Dampfer, das Feuerwehrauto und den Kran des Ortes, sämtliche Gefährte werden jedoch entweder umgekippt oder im See versenkt, schließlich zerstört der umfallende Kran auch das Gebäude der GKF.
Währenddessen erwachen die Großeltern aus ihrem Schlaf und beschließen, den Kindern zu helfen. Gemeinsam fangen sie an, ihre Ideen umzusetzen. Als schließlich auch die Eltern wieder erwachen, sind sämtliche durch die Kinder zerstörten Sachen umfunktioniert. So wurde aus dem umgestürzten Kran eine Achterbahn, der Dampfer ein Uboot, der Traktor eine Musikmaschine, die Eisenbahn ein Flugzeug und das Müllauto produziert aus Schrott Kinderfahrräder. Die Eltern der Kinder sind von diesen Sachen mehr und mehr begeistert, was die GKF natürlich nur ungern sieht. Schließlich folgt der Auftritt des Nasenbären Quatsch, der unterdessen aus der örtlichen Windmühle, der Melkanlage und einem Betonmischer eine Erdbeermilchshakemaschine konstruiert hat. Daraufhin erhält Bollersdorf den offiziellen Weltrekord für den weltgrößten Milchshake und entkommt dadurch der Durchschnittlichkeit. Die GKF verlässt den Ort, die Großeltern dürfen wieder zu ihren Familien und das Leben in Bollersdorf läuft weiter, allerdings deutlich aufregender und verrückter als vorher.

## Hintergrund
Als Vorbild für den fiktiven Ort Bollersdorf diente Regisseur Helmer die Gemeinde Haßloch in Rheinland-Pfalz. Haßloch wurde bis 2021 von der realen Gesellschaft für Konsumforschung als Testmarkt genutzt. Wie im Film dargestellt gibt es in den örtlichen Geschäften neue Produkte vor deren Markteinführung zu kaufen, ebenso laufen eigens für Haßloch produzierte Werbespots im Fernsehen.
Die Ideen für die Handlung des Films entwickelte Helmer nach eigenen Angaben zusammen mit seinem damals vierjährigen Sohn. So war es laut seiner Aussage dessen Wunsch, dass im Film „ein Feuerwehrauto, ein Traktor, ein Kran, ein Müllauto, ein Betonmischer und eine Lokomotive“ auftauchen.
Die Dreharbeiten fanden im brandenburgischen Buckow (Märkische Schweiz) statt.

## Rezeption
Quatsch und die Nasenbärbande wurde positiv von den Kritikern aufgenommen. Die Redaktion der Website kino.de bezeichnet den Film als „bonbonbuntes Kinderabenteuer“, zieht Vergleiche zu den Geschichten von Astrid Lindgren und den Filmen von Harold Lloyd und zieht das Fazit: „Es lebe die Fantasie: ansteckender Kino-Quatsch mit absurdem Humor.“ Christian Horn vom Internetportal Filmstarts bezeichnet Quatsch und die Nasenbärbande als „ideenreichen“, „fast schon anarchistischen und sehr aufgekratzten“, „überdrehten Kinderfilm voller Fantasie“. Er hebt positiv hervor, dass „Veit Helmer keinerlei Interesse an pädagogischem Gutmenschentum zeigt“, lediglich dass die Figuren der Kinder „kaum individuelle Charakterzüge“ aufweisen wird etwas kritisiert. Für Lars-Olav Beier vom Spiegel ist der Film ein „wildes und überbordendes Kinderspektakel“, zeitweilig „herrsch[e] der schiere Wahnsinn“. Regisseur Helmer erinnere das Publikum daran, „wie viel das Kino kindlicher Fantasie verdankt“.

## Auszeichnungen
Nominierungen bekam Quatsch und die Nasenbärbande 2014 für den Goldenen Spatz sowie in der Kategorie Kinderfilm auf dem Filmfest München. Im Jahr 2015 folgten Nominierungen für den Preis der deutschen Filmkritik und den Deutschen Filmpreis, außerdem wurden Veit Helmer und Hans Ullrich Krause für den Drehbuchpreis Kindertiger nominiert.
Beim Festival des deutschen Films 2014 wurde Quatsch und die Nasenbärbande mit dem Goldenen Nils ausgezeichnet. Im selben Jahr gewann der Film den Publikumspreis beim Zurich Film Festival und bekam von der Deutschen Film- und Medienbewertung das Prädikat besonders wertvoll verliehen. Auf dem Filmfest München 2015 erhielt der Film den Kinder-Medien-Preis Der weiße Elefant.